# Yūko Shimizu

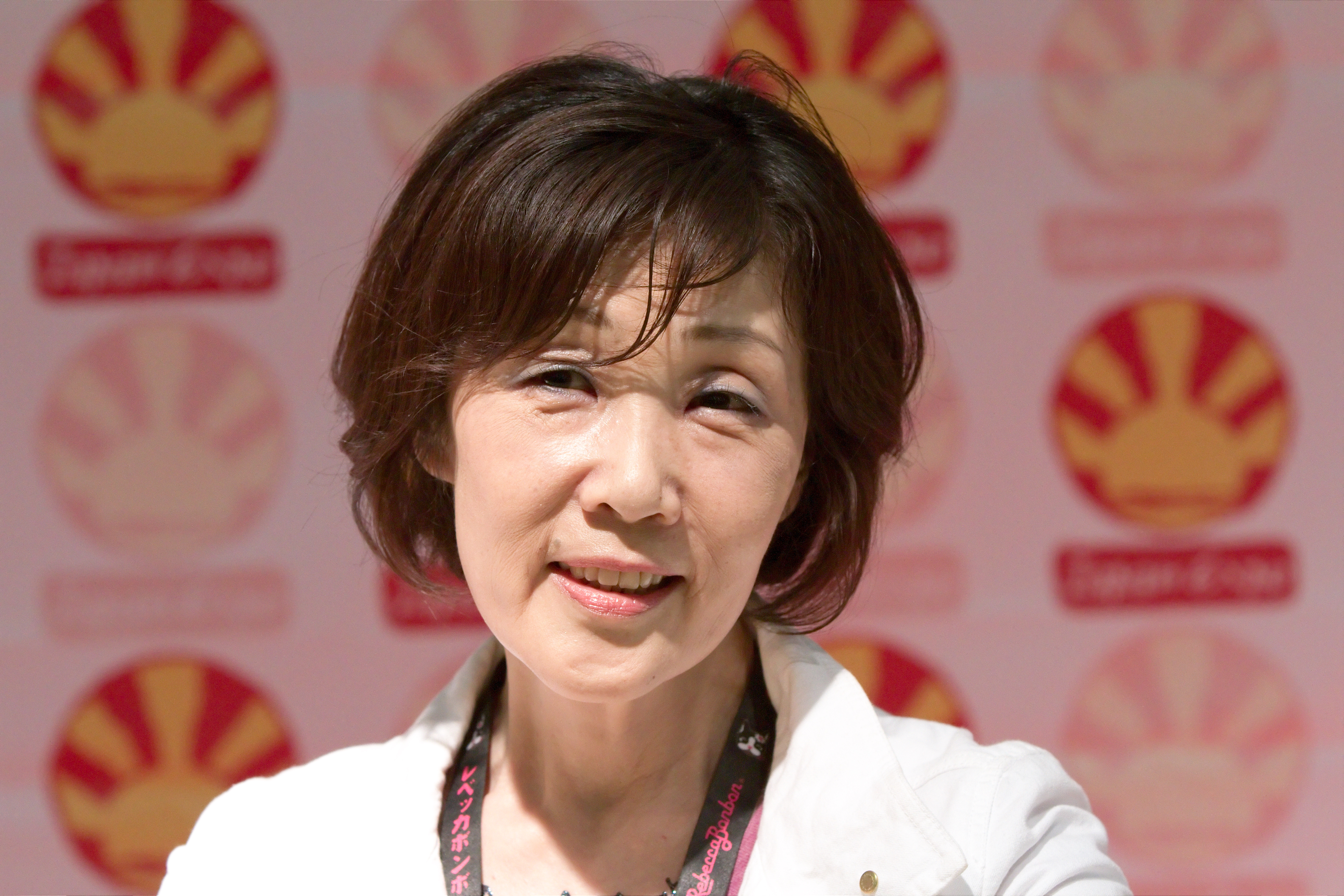
Yūko Shimizu

Yūko Shimizu (jap. 清水 侑子, Shimizu Yūko; * 1. November 1946 in der Präfektur Chiba) ist eine japanische Designerin und Schöpferin von Hello Kitty.
Shimizu, die ursprünglich Lehrerin werden wollte, ging nach dem Abschluss an der renommierten Musashino Art University zu Sanrio und entwarf zunächst eine Zeitlang verschiedene Früchte. Als Firmenchef Shintarō Tsuji seinen Designern den Auftrag gab, Tierfiguren zu entwickeln, entschied sie sich für eine Katze, besonders inspiriert von den Katzen in Alice hinter den Spiegeln und Alice im Wunderland von Lewis Carroll. Shimizu experimentierte mit ihren Entwürfen, drehte die Katze zunächst auf die Seite, um ihr Profil zu zeigen, dann wieder in die Frontalansicht. Nach einiger Zeit des Rumbastelns war Hello Kitty fertig: ein weißer Kopf doppelt so groß wie der Körper, kein Mund, gelbe Nase, sechs Schnurrhaare, zwei Pünktchen als Augen, die den Betrachter frontal anstarren, dazu ein blauer Overall und ein leicht schief sitzendes rotes Schleifchen auf dem Kopf. Tsuji fand den Entwurf „nicht schlecht“, hätte sich aber nie träumen lassen, dass diese Katze einst Sanrios wichtigste Figur werden würde. Shimizu wollte eine Geschichte rund um Hello Kitty entwickeln, um der Figur eine persönliche Note zu geben, und gab ihr mit Kitty White einen „persönlichen“ Namen. Der Name „Kitty“ kommt von einem Kätzchen in Carrolls Alice hinter den Spiegeln, mit dem Alice Anfang des Buches spielt.
Bei Sanrio schuf Shimizu auch Happiness Balloon, Koro-chan und Honey-chan. 1976 verließ sie Sanrio und arbeitet seitdem freischaffend. Sie erschuf danach unter anderem auch die Figuren Angel Cat Sugar und Rebecca Bonbon, veröffentlichte aber auch einige Bilderbücher.